# مقام نوا أثر
هو مقام موسيقي شرقي يتفرع من مقام النهاوند. درجة بداية سلمة الاساسي ( لا ) عشيران. يتفق دليل مقامه مع دليل مقام النهوند، ويختلف عنه عند الدرجة الرابعة، والدرجة السابعة برفعهما نصف درجة يدونان عارضتان في سير المقام وإذا حول على درجة (دو) راست يصبح دليله ( مي , لا ) بيمول وفا دييز.
في بعض الأحيان نجد دليل المقام متفقا مع سلمه إذ نجد سي بيكار، مي بيمول، لا بيمول وفا دياز.

## علاماته
دو - ري - مي بيمول - فا دييز - صول - لا بيمول - سي - دو

## امثلة على مقام نوا أثر
- فكروني - أم كلثوم
- جميل جمال - فريد الأطرش
- عواطفك دي أشهر من نار - سيد درويش
- انده علي بهمسة - نجاة الصغيرة
- سهرت منه الليالي - محمد عبد الوهاب
- كروان حيران - محمد عبد الوهاب
- الليل يطول عليا - محمدعبدالوهاب
- قصيدة مصر وسوريا - صباح فخري
- الصبر - عبادي الجوهر
- ولهان - عبد الله الرويشد [2]